# Somatostatin-Rezeptor-Szintigrafie

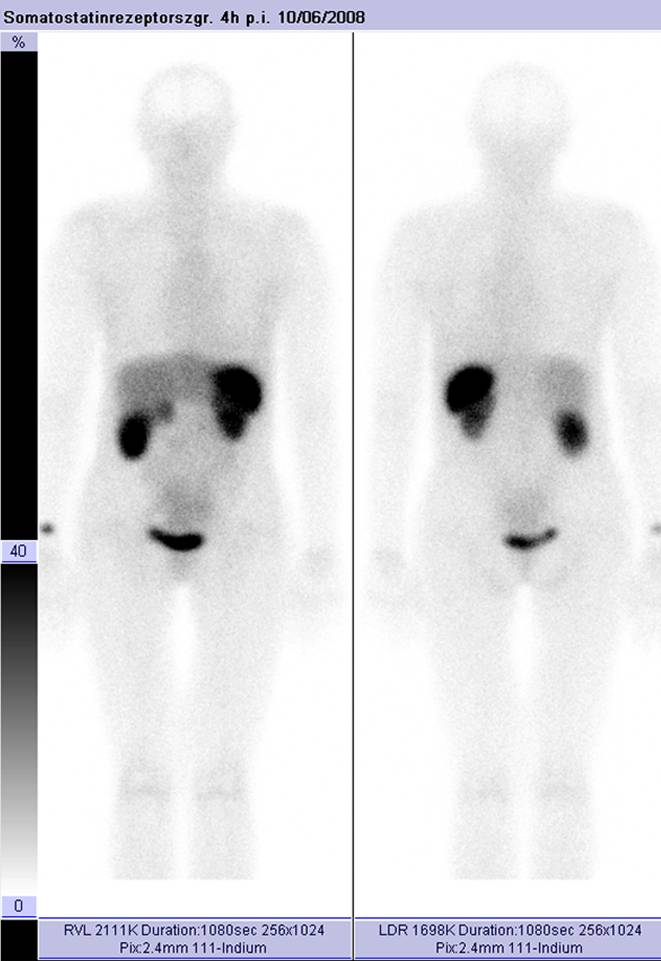
Somatostatin-Rezeptor-Szintigrafie
Normale Aktivität in Leber, Galle, Milz, Nieren und Harnblase

Die Somatostatin-Rezeptor-Szintigrafie, englisch auch Octreotid-Scan genannt, ist ein bildgebendes Verfahren, das im Wesentlichen in der Diagnostik von neuroendokrinen Tumoren (NET) verwendet wird.

## Durchführung und Funktionsprinzip
Die Somatostatin-Rezeptor-Szintigrafie wird mit einem speziellen Radiopharmakon durchgeführt. Dieses besteht aus drei chemisch miteinander verbundenen Komponenten:
- Einem starken Komplexbildner, wie beispielsweise 1,4,7,10-Tetraazacyclododecan-1,4,7,10-tetraessigsäure, genannt DOTA oder Diethylentriaminpentaessigsäure genannt DTPA, der an
- ein Somatostatin-Analogon, wie beispielsweise Octreotid gebunden (konjugiert) ist und
- einem kurzlebigen Radioisotop, das Gammastrahlung emittiert, wie beispielsweise 111Indium, das eine Halbwertszeit von 2,8 Tagen aufweist; zur Anwendung an PET-Geräten wird nunmehr auch eine Markierung mit dem Positronenstrahler 68Gallium angeboten.

Unmittelbar vor der Injektion wird das Konjugat Komplexbildner–Somatostatin-Analogon mit dem Radioisotop, meist 111Indium, beladen. Die freien Indiumionen werden durch den Komplexbildner vollständig chelatisiert. Das so hergestellte Radiopharmakon wird intravenös appliziert und verteilt sich dabei im Blutkreislauf des Patienten. An Zellen, die entsprechende Somatostatin-Rezeptoren besitzen, reichert sich das Radiopharmakon an. Dies sind unter anderem der Hypothalamus, die Großhirnrinde und der Hirnstamm, sowie eine Reihe von Tumoren und deren Metastasen. Etwa vier Stunden nach der Verabreichung des Radiopharmakons wird eine erste Aufnahme durchgeführt. Die Dauer beträgt etwa eine Stunde. Das angereicherte Radiopharmakon zerfällt. Die dabei abgestrahlte Gammastrahlung durchdringt das umgebende Gewebe und wird mittels einer Gammakamera detektiert und per Bildverarbeitung zu einem Bild zusammengesetzt. Die Anzahl der Zerfallsereignisse ist in den Bereichen der Anreicherung besonders hoch. Am nächsten Tag wird meist eine zweite Szintigrafie durchgeführt (siehe auch: Szintigrafie und Single Photon Emission Computed Tomography).
Das einzige in Europa und in den USA zugelassene Radiopharmakon für die Somatostatin-Rezeptor-Szintigrafie war 111Indium-Pentetreotid (= 111Indium-DTPA-[D-Phe1]-Octreotid, OctreoScan®). Die verabreichte Aktivität liegt üblicherweise zwischen 100 und 200 MBq. Die Strahlenexposition (Äquivalentdosis) liegt bei der Verwendung von 110 MBq 111Indium bei etwa 10 mSv.
Mitte 2008 ist mit 99mTc-Tektrotyd ein weiteres Radiopharmakon zugelassen worden. Aufgrund der günstigeren physikalischen Eigenschaften des Technetium-99m können höhere Aktivitäten verwendet werden, was zu besserer Bildqualität und höherer Sensitivität gegenüber der Untersuchung mit Indium-Octreotid führt. Als zu verabreichende Aktivität wird vom Hersteller 370 bis 925 MBq angegeben.

## Anwendung
Gastro-entero-pankreatische neuro-endokrine Tumoren (GEP-NET) sind mit den üblichen bildgebenden Verfahren (Sonografie, Endoskopie, Computertomographie und Magnetresonanztomographie) nur schwer nachzuweisen. Durch die Exprimierung von Somatostatin-Rezeptoren können diese Tumoren mittels Somatostatin-Rezeptor-Szintigrafie lokalisiert werden.
In verschiedensten klinischen Studien wurde der Einsatz der Somatostatin-Rezeptor-Szintigrafie an einer großen Anzahl von Patienten mit den unterschiedlichsten Tumoren getestet. Die Sensitivität bei neuroendokrinen Tumoren ist – mit Ausnahme von Insulinomen sehr hoch.
Obwohl auch andere Tumorzellen, wie beispielsweise Brustkrebs, verstärkt Somatostatin-Rezeptoren exprimieren, ist in diesen Fällen die Sensitivität erheblich geringer und die Ergebnisse weniger eindeutig.
Auch bei kolorektalen Karzinomen (Darmkrebs) wurde ein antiproliferativer Effekt von Octreotid nachgewiesen werden. Allerdings exprimieren nur etwa 40 % der kolorektalen Karzinome Somatostatinrezeptoren.

## Entwicklungsgeschichte
1981 wurden erste Ergebnisse über die Verteilung von Somatostatin-Rezeptoren veröffentlicht. Von der gleichen Arbeitsgruppe wurden 1985 das erste Somatostatin-Analogon Octreotid synthetisiert und in vivo getestet. Die ersten szintigrafischen Untersuchungen im Tiermodell wurden 1990 durchgeführt. Dazu wurde die Struktur des Octreotids so verändert, dass in Position 3 das Phenylalanin durch Tyrosin ersetzt wurde. Die Hydroxygruppe des Tyrosins wurde unmittelbar vor der Injektion zur Markierung durch das radioaktive Isotop 123Iod ersetzt. 1991 wurde die erste Szintigrafie mit 111Indium und Octreotid im Tiermodell beschrieben.
Eine neue Entwicklung ist der Einsatz von 68Gallium-DOTATOC oder 68Ga-DOTATATE als Radiopharmakon. Hierbei wird an Stelle von 111Indium das Radioisotop 68Gallium verwendet. Es handelt sich dabei  um ein szintigrafisches Verfahren mittels Positronen-Emissions-Tomografie.